# Flaminia amylospora
Flaminia amylospora — вид грибів, що належить до монотипового роду Flaminia.